# Данилкин, Владимир Борисович
Владимир Борисович Данилкин (28 мая 1946, Вышний Волочёк, СССР — 11 апреля 2005, Москва, Россия) — российский военачальник, начальник войсковой противовоздушной обороны Вооружённых Сил Российской Федерации (2000—2005).

## Биография
Родился 28 мая 1946 года в Вышнем Волочке Калининской области. Там же окончил школу. В 1965 году поступил в Ленинградское зенитное артиллерийское училище, которое окончил с отличием в 1968 году. В 1977 году окончил Военную академию противовоздушной обороны Сухопутных войск в Киеве.
Проходил службу ВС СССР и РФ на командных должностях в войсках противовоздушной обороны Среднеазиатского, Закавказского и Северо-Кавказского военных округов, в войсках ПВО Главного командования Южного направления, был начальником войск ПВО Закавказского военного округа до его расформирования в связи с распадом СССР.
С ноября 1992 года Данилкин занимал должность начальника войск ПВО Северо-Кавказского военного округа. В этой должности участвовал в подавлении Осетино-ингушского конфликта, в разработке и выполнении контртеррористических операций на Северном Кавказе. Являлся военным комендантом Моздокского района Чеченской Республики.
С 1993 года при преобразовании ПВО Северо-Кавказского военного округа в Северо-Кавказскую зону ПВО Данилкин внёс ряд существенных предложений по организации противовоздушной обороны как в пределах зоны, так и по всей стране. Добился возобновления с 1999 года учений ПВО на полигонах Ашулук и Ейск.
Указом Президента Российской Федерации от 21 сентября 2000 года В. Б. Данилкин был назначен начальником войсковой противовоздушной обороны Вооруженных Сил Российской Федерации. На этом посту он занимался развитием систем ПВО России, в том числе системы воздушно-космической обороны. Особое внимание уделялось обновлению технических средств обнаружения и радиоэлектронной борьбы. За время его командования увеличились интенсивность и качество обучения военнослужащих, выросла частота учений на полигонах, улучшилось оснащение войск ПВО. Также, ему в заслугу вменяется сохранение фронтовых и армейских комплектов ПВО от передачи в ВВС, что позволило сохранить единство системы противовоздушной обороны.
Владимир Борисович Данилкин скончался 11 апреля 2005 года после болезни. Похоронен на Троекуровском кладбище в Москве.

## Публикации
- Данилкин В. Б. О проблемах, опыте подготовки и проведения тактических учений с боевой стрельбой // Армейский сборник. — 2005.
- Данилкин В. Б. Войсковая противовоздушная оборона Вооружённых сил Российской Федерации и перспективы её развития в XXI веке // Воздушно-космическая оборона. — 2006.

## Награды
В. Б Данилкин носил звание заслуженного военного специалиста, являлся кандидатом военных наук. Имел следующие награды:
- Орден «За военные заслуги»,
- Орден Красной Звезды,
- Медаль «За воинскую доблесть»,
- Медаль «За усердие при выполнении задач инженерного обеспечения»,
- Медаль «За укрепление боевого содружества»,
- Медаль «За безупречную службу» трёх степеней,
- Крест «За службу на Кавказе»,
- Различные юбилейные медали.